# Чемпионат СССР по тяжёлой атлетике 1991
66-й чемпионат СССР по тяжёлой атлетике прошёл с 12 по 16 июля 1991 года в Донецке (Украинская ССР) параллельно с соревнованиями по тяжёлой атлетике на X летней Спартакиаде народов СССР. Атлеты были разделены на 10 весовых категорий и соревновались в двоеборье (рывок и толчок). Чемпионат стал последним состязанием такого рода в истории страны.

## Медалисты
| Категория    | Золото                     | Золото                 | Серебро                     | Серебро                | Бронза                          | Бронза                 |
| До 52 кг     | Николай Тонян Львов        | 240 кг (102,5 + 137,5) | Маис Матевосян Агавнатун    | 237,5 кг (105 + 132,5) | Алексей Колокольцев Кемерово    | 232,5 кг (102,5 + 130) |
| До 56 кг     | Оксен Мирзоян Ереван       | 275 кг (125 + 150)     | Виктор Синяк Минск          | 267,5 кг (120 + 147,5) | Альберт Насибулин Харьков       | 265 кг (120 + 145)     |
| До 60 кг     | Валерий Леонов Есентуки    | 300 кг (130 + 170)     | Сергей Лавренов Минск       | 300 кг (140 + 160)     | Михаил Шуваев Ашхабад           | 290 кг (130 + 160)     |
| До 67,5 кг   | Исраел Милитосян Кумайри   | 345 кг (160 + 185)     | Умар Эдельханов Грозный     | 327,5 кг (147,5 + 180) | Владимир Алёшкин Запорожье      | 320 кг (137,5 + 182,5) |
| До 75 кг     | Роман Севастеев Бердянск   | 362,5 кг (162,5 + 200) | Асламбек Эдиев Грозный      | 357,5 кг (170 + 187,5) | Фёдор Касапу Кишинёв            | 357,5 кг (157,5 + 200) |
| До 82,5 кг   | Ибрагим Самадов Грозный    | 380 кг (170 + 210)     | Александр Блыщик Кривой Рог | 380 кг (172,5 + 207,5) | Сергей Ли Бишкек                | 375 кг (165 + 210)     |
| До 90 кг     | Сергей Сырцов Нукус        | 400 кг (180 + 220)     | Александр Гусаков Витебск   | 395 кг (177,5 + 217,5) | Андрей Куриленко Кагул          | 385 кг (175 + 210)     |
| До 100 кг    | Тимур Таймазов Хмельницкий | 412,5 кг (185 + 227,5) | Наиль Мухамедьяров Ленинск  | 407,5 кг (185 + 222,5) | Сергей Копытов Кокчетав         | 405 кг (180 + 225)     |
| До 110 кг    | Владимир Борох Харьков     | 422,5 кг (187,5 + 235) | Игорь Качурин Челябинск     | 412,5 кг (197,5 + 215) | Олег Алмазов Новополоцк         | 405 кг (185 + 220)     |
| Свыше 110 кг | Александр Курлович Гродно  | 455 кг (207,5 + 247,5) | Сергей Дидык Винница        | 427,5 кг (187,5 + 240) | Сергей Нагирный Днепродзержинск | 425 кг (190 + 235)     |